# Café Gondrée
Le café Gondrée est un café situé à Bénouville, à proximité directe du Pegasus Bridge.
Situé à 20 m du Pegasus Bridge, ce café est présenté comme la première maison de France continentale à avoir été libérée, pendant le débarquement de Normandie le 6 juin 1944. Cependant, cette affirmation ne repose sur aucun fondement historique. L'historien Norbert Hugedé a publié, dans son ouvrage consacré à l'Opération Deadstick, que c'est la maison située en face et appartenant à Louis Picot qui aurait été contrôlée en premier lors des combats. L'historien Marc Laurenceau, spécialiste de la bataille de Normandie, confirme que la maison Gondrée n'aurait ouvert ses portes aux soldats alliés qu'au petit matin du Jour J, d'autres maisons du village ayant été reconnues par les Britanniques auparavant,,.
Il demeure que le couple Gondrée, des résistants, avait renseigné pendant plusieurs mois les Anglais avant le Débarquement, notamment en ce qui concerne le dispositif allemand entourant le pont. Après la guerre, des parachutistes britanniques prennent l'habitude de venir fêter l'anniversaire de ce jour historique dans ce café. L'une des filles du couple, Arlette Gondrée, a par la suite repris la gestion du café, rebaptisé Café Gondrée Pegasus Bridge. Tous les 5 juin, à 23 h 16, elle offre le champagne aux vétérans présents. Les murs sont couverts de photos des chefs de l'opération, de vieux casques, insignes et de drapeaux. Elle est cependant en conflit avec sa sœur, Françoise Gondrée, qui s'estime également dépositaire de cette mémoire.
Il est inscrit au titre des monuments historiques par arrêté du 5 juin 1987, modifié le 16 décembre 1993.